# シクロヘキサジエン
シクロヘキサジエン（英語、cyclohexadiene）とは、六員環の中に2箇所のC=C二重結合を含む、環状の炭化水素の1種である。

## 概要
シクロヘキサジエンの分子式はC6H8であり、分子量は80.13である。二重結合の位置によって、1,3-シクロヘキサジエンと、1,4-シクロヘキサジエンの構造異性体が存在する。シクロヘキサン-1,4-ジオール（英語：cyclohexane-1,4-diol）を、硫酸水素カリウムと硫酸マグネシウム存在下で熱すると分子内脱水が起こり、1,3-シクロヘキサジエンと1,4-シクロヘキサジエンが共に生成する

。
この方法では、どちらか一方だけを生成させることはできない。なお、ベンゼンと同じく六員環の不飽和炭化水素であるが、シクロヘキサジエンは芳香族性を持たない。

### 1,3-シクロヘキサジエン
1,3-シクロヘキサジエン（英語：1,3-cyclohexadiene）は、常圧における融点が−95 °C、沸点が80.5 °C

の有機化合物であり、常温常圧において無色の液体として存在する。また、4 °Cの水を標準物質とした20 °Cにおける比重は0.8404

であり、
ナトリウムのD線に対する20 °Cにおける屈折率は1.4758

である。
1,3-シクロヘキサジエンを過マンガン酸カリウムで酸化すると、コハク酸とシュウ酸とに分解する

。
CAS登録番号は、592-57-4である

。

### 1,4-シクロヘキサジエン
1,4-シクロヘキサジエン（英語：1,4-cyclohexadiene）は、常圧における融点が−49.2 °C

、
沸点が86 °Cから87 °C

の有機化合物であり、常温常圧において無色の液体として存在する。また、4 °Cの水を標準物質とした20 °Cにおける比重は0.8471

である。
ナトリウムのD線に対する20 °Cにおける屈折率は1.4725

または1.4729
、19 °Cにおいては1.46806

とされる。CAS登録番号は、628-41-1である

。

## 主な参考文献
- 大木 道則、大沢 利昭、田中 元治、千原 秀昭 編集 『化学辞典』 p.580 東京化学同人 1994年10月1日発行 ISBN 4-8079-0411-6
- 化学大辞典編集委員会 編集 『化学大辞典 （縮刷版） 4』 p.201 共立出版 1963年10月15日発行 ISBN 4-320-04018-X
- cyclohexa-1,4-diene